# Хорлеманн, Ральф
Ральф Хорлеманн (нем. Ralf Horlemann; род. 11 июня 1960, Ремшайд, Северный Рейн-Вестфалия) — немецкий дипломат. Посол Германии в Азербайджане (с 2022).

## Биография
Родился 11 июня 1960 года в Ремшайде. В 1992 году окончил Мюнхенский университет. Изучал политологию, международные отношения, экономику и китаеведение.  
Работал в МИД Германии и представительствах Германии за рубежом. Более 20 лет занимался вопросами управления кризисами в МИД Германии.
С 1993 по 1995 год являлся консультантом отдела Восточной Азии МИД Германии.
С 1995 по 1998 год работал в генеральном консульстве Германии в Гонконге.
С 1998 по 2002 год работал в департаменте ОБСЕ МИД Германии. 
С 2002 по 2005 год работал в Посольстве Германии в США.
С 2005 по 2009 год являлся заместителем начальника департамента Южной Азии МИД Германии. 
С 2009 по 2012 год работал в Посольстве Германии в России.
С 2012 по 2015 год являлся директором управления МИД Германии по стабилизации и управлению кризисами.
С 2015 по 2018 год являлся генеральным консулом Германии в Бостоне (США).
С 2018 по 2022 год являлся заместителем посла Германии в Аргентине. 
Посол Германии в Азербайджане (с 16 августа 2022).
Является соучредителем Центра международных операций мира (Берлин).
Доктор политических наук.
Владеет английским, французским, испанским и китайским языками.